# パーテルノステル

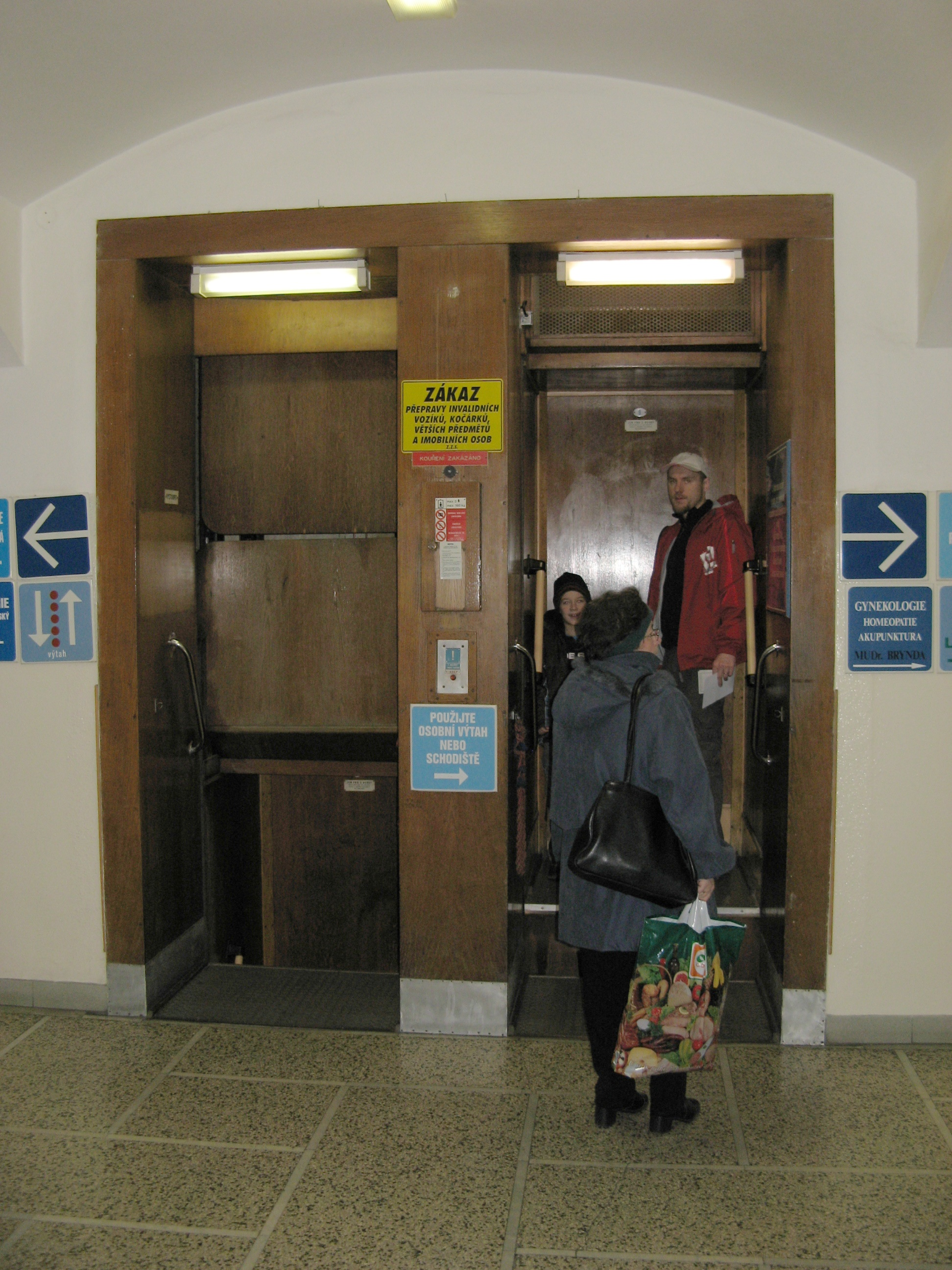
プラハにあるパーテルノステル

パーテルノステル (paternoster) は、循環式エレベーターの一種である。ラテン語読みが正式な呼び方だが、英語読みから「パタノスター」と呼ばれることもある。乗用かご（1 - 2人用）が常に循環していて、乗り降り口とかごに扉はなく、自由に乗り降りする。安全上の理由から新規に設置されることはないため、老朽化などで使用停止になる一方であり、運用例は一方的な減少となっている。

## 歴史
1884年にダートフォードにCyclic Elevatorとしてつくられた。paternosterという名前は、ラテン語で書かれた主の祈りの冒頭2語"pater noster"（我らの父）からとっており、数珠に似ていることから名付けられた。20世紀前半には、欧州地方で局地的に人気があり、同地方以外では殆ど見られなかったが、その後、普通のエレベーターよりも安全上の低さ故に使用停止・普通のエレベーターへの交換が多くなっていった。
日立ビルシステムが「循環式マルチカーエレベーター」と称する、基本構造こそ似ているが、各かごが個別の階に止まれるようにしたものや自動ドアの追加をしたうえで安全性能を向上させたものであり、パーテルノステルを現代技術にアレンジしたと言える方式によるエレベーターの研究開発をしており、2006年3月などに発表している。